# گالاکتومانان

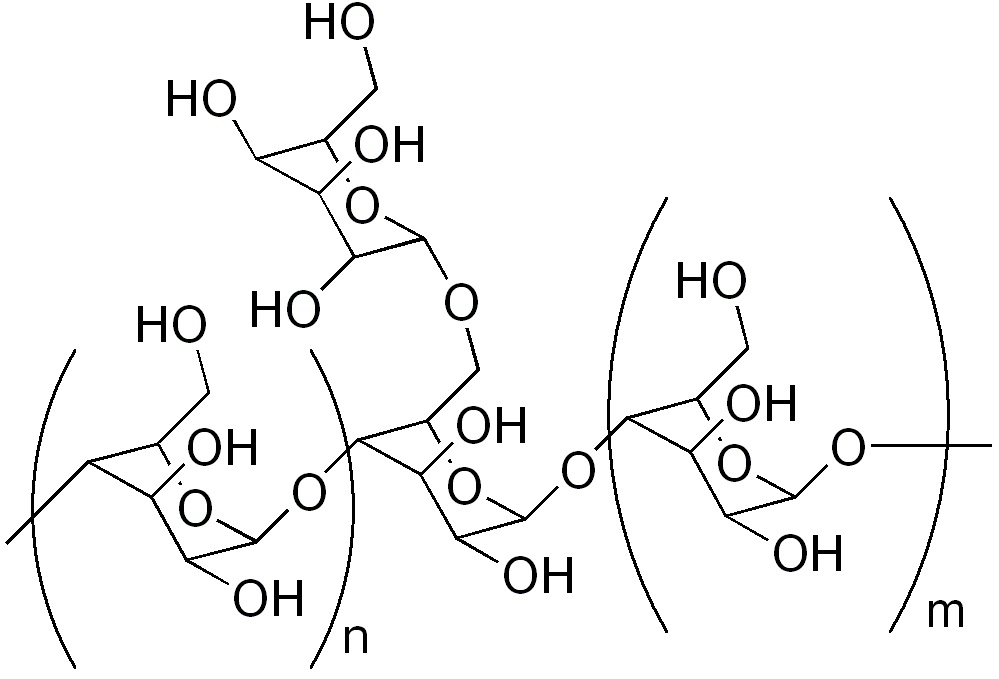
بخشی از گالاکتومانان که ستون فقرات مانوز را نشان می‌دهد (در زیر) با واحد گالاکتوز منشعب (بالا)

گالاکتومانان‌ها پلی‌ساکاریدهایی هستند که از یک ستون فقرات مانوز با گروه‌های جانبی گالاکتوز تشکیل شده‌اند.
به ترتیب افزایش تعداد نسبت مانوز به گالاکتوز: ۱
- صمغ شنبلیله، مانوز: گالاکتوز ~ ۱:۱
- صمغ گوار، مانوز:گالاکتوز ~۲:۱
- صمغ تارا، مانوز:گالاکتوز ~۳:۱
- LBG یا صمغ خرنوب، مانوز:گالاکتوز ~۴:۱
- صمغ کاسیا، مانوز:گالاکتوز ~۵:۱

گالاکتومانان‌ها اغلب در محصولات غذایی برای افزایش ویسکوزیتهٔ فاز آب استفاده می‌شوند.
صمغ گوار برای افزودن ویسکوزیته به اشک مصنوعی مورد استفاده است، اما به اندازهٔ کربوکسی متیل سلولز پایدار نیست.

## کاربرد غذایی
گالاکتومانان‌ها در غذاها به‌عنوان تثبیت‌کننده استفاده می‌شوند. صمغ گوار و LBG معمولاً در بستنی‌ها برای بهبود بافت و کاهش ذوب بستنی استفاده می‌شود. LBG همچنین به‌طور گسترده در پنیر خامه‌ای و آماده‌سازی میوه و سس سالاد کاربرد دارد. کاربرد صمغ تارا به‌عنوان یک مادهٔ غذایی در حال افزایش است، اما هنوز به میزان بسیار کمتری نسبت به گوار یا LBG استفاده می‌شود. گوار بیشترین کاربرد را در غذاها دارد که این موضوع، عمدتاً به‌دلیل قیمت پایین و ثابت آن است.

## کاربرد بالینی
گالاکتومانان جزء دیوارهٔ سلولی قارچ آسپرژیلوس است و در طول رشد آزاد می‌شود. تشخیص گالاکتومانان در خون برای تشخیص عفونت‌های تهاجمی آسپرژیلوزیس در انسان استفاده می‌شود. این کار با آنتی‌بادی‌های مونوکلونال در الایزای ساندویچ دوگانه انجام می‌شود. این آزمایش از آزمایشگاه‌های Bio-Rad در سال ۲۰۰۳ توسط FDA تأیید شد و از دقت متوسطی برخوردار است. این روش در بیمارانی که پیوند سلول‌های خون ساز (پیوند سلول‌های بنیادی) داشته‌اند بسیار مفید است. تست آسپرژیلوس گالاکتومانان مثبت کاذب در بیماران تحت درمان وریدی با برخی آنتی‌بیوتیک‌ها یا مایعات حاوی گلوکونات یا اسید سیتریک مانند برخی از پلاکت‌های تزریقی، تغذیهٔ تزریقی یا PlasmaLyte یافت شده است.